# Diversidad sexual en Burundi
Las personas LGBTI en Burundi se enfrentan a ciertos desafíos legales y sociales no experimentados por otros residentes. La actividad entre las personas del mismo sexo, tanto las mujeres como los varones, está prohibida desde el año 2008.

## Legislación

### Leyes sobre la actividad homosexual
El Artículo 567 del Código Penal de Burundi establece lo siguiente: La persona que mantiene relaciones sexuales con otra persona del mismo sexo debe ser castigada con encarcelamiento (de tres meses a dos años) y una multa (de 50 000 a 100 000 francos).

### Reconocimiento de las relaciones homosexuales
El Artículo 29 de la Constitución de Burundi prohíbe el matrimonio igualitario.

### Adopción
Según la página del gobierno francés, tanto las personas casadas como solteras pueden adoptar niños. La página no hace ninguna mención si las personas LGBT pueden adoptar niños o no.

## Situación social

### Condiciones de vida
El informe del Departamento de Estado de los Estados Unidos del año 2011 dice lo siguiente:

La ley penaliza las actividades sexuales entre las personas del mismo sexo... Durante todo el año nadie fue detenido ni procesado en virtud de esta ley. El 17 de mayo de 2011 en Buyumbura se creó el Centro Remuruka, que ofrece servicios de urgencia a la comunidad de las personas LGBT. El gobierno no apoya ni pone ningunos obstáculos para el funcionamiento del Centro.